# Xã Falls, Quận Sumner, Kansas
Xã Falls (tiếng Anh: Falls Township) là một xã thuộc quận Sumner, tiểu bang Kansas, Hoa Kỳ. Năm 2010, dân số của xã này là 135 người.